# Tigl
Tigl ili Kupela je posuda koje može da izdrži vrlo visoke temperature i koristi se za proizvodnju metala, stakla, i pigmenta, kao i u brojnim laboratorijskim procesima. Dok su se kupele istorijski uglavnom pravile od gline, one se mogu praviti od bilo kog materijala koji izdržava visoke temperature da bi se rastopio ili na drugi način promenio njen sadržaj.

## Istorija

### Tipologija i hronologija
Izgled kupele se menjao kroz istoriju. Najraniji oblici su pronađeni u šestom milenijumu pre hrista u istočnoj Evropi i Iranu.

### Bronzano doba
Kupele su se koriste za topljenja bakra. Uglavnom su bile plitke posude  napravljene od gline. U bronzanom dobu, kupele su se zagrevale cevima. Keramičke kupele ovog vremena su imale male modifikacije, kao što su ručke koje su omočućavale lakše rukovanje i sipanje. Osnovna svrha kupele u tom periodu bila je da se zadrži rude u oblasti u kojoj je toplota koncentrisana i da odvoji nečistoće pre oblikovanja.

### Gvozdeno doba
Upotreba kupela u gvozdenom dobu je i dalje veoma slična onoj iz bronzanog doba. Koristi se za proizvodnju bronze. Izgled ostaje isti.
Rimski period unosi tehničke inovacije i nove metodame koje se koriste za proizvodnju novih legura. Proces topljenja se takođe promenio, jer se i izgled manja. Kupela postaje zaobljna ili kupastog oblika; njih su zagrevali odozdo, za razliku od praistorijskih vrsta koje su nepravilnog oblika i bili zagrevani od gore. Posude u nekim slučajevima imaju tanje zidove i više vatrostalnih svojstva.
Tokom rimskog perioda otkriveni su novi procesi obrade metala. Proces obrade mesinga uključuje kombinacije metala i gasa da bi se dobila legura. Mesing je napravljen mešanjem bakra sa cink oksidom. Smeša se zagreva do oko 900 °C i cink oksid se raspršuje u gas. Ova reakcija mora da se odvija u delimično zatvorenom ili zatvoren kontejner u suprotnom para bi pobegla pre nego što reaguje sa bakrom. Kupele stoga imaju poklopac ili poklopce koji ograničava gubitak gasa. Postoje primeri većih posuda kao što su posude za kuvanje i amfore koje su se koriste za za obradu veće količine bakra; pošto se reakcija odvijala na niskim temperaturama.

### Srednjovekovni period
Topljenje  bakra i njegovih legura kao što su bronza su se nastavile u kupelama sličnim onima iz rimskog perioda, koje imaju tanje zidove i ravne osnove kako bi stajale u peći. Tehnologija za ovu vrstu topljenja je počela da se menja krajem srednjeg veka sa uvođenjem tehnike kaljenja materijala. Neke od ovih legura bakra su korišćene za pravljenje zvona.
Proizvodnja mesinga je porasla tokom srednjevekovnog perioda, zbog boljeg razumevanja tehnologije. Međutim, u tom periodu se dogodila veoma važna tehnološka inovacija, proizvodnja čelika. Rane lipele bi mogle samo proizvesti malu količinu čelika, a i morale bi se baciti nakon što je proces završen.
Do kraja srednjovekovnog perioda proizvodnja čelika se preselila iz Indije u moderni Uzbekistana, gde su korišćeni novi materijali u proizvodnji čelika.

### Posle srednjeg veka
Krajem srednjeg veka su dizajnirane nove vrste kupela. Glavne vrste koje se koriste tokom post srednjovekovnog perioda su Hesian posude koje su napravljene u Hesse regionu u Nemačkoj. Ovo su trouglaste sudovi napravljeni od gline i kvarca. Ovim posudama se trgovalo širom Evrope i Novog sveta.

## Moderno doba

### Laboratorijska kupela
Kupela je laboratorijska oprema, u obliku čaše, koja se koristi da drži hemijska jedinjenja kada se zagrevaju na ekstremno visokim temperaturama. Kupele su dostupni u nekoliko veličina i obično dolaze sa poklopacem.

### Materijal i opis
Kupele i njihovi poklopci  su napravljeni od visoke materijala otpornih na visoke temperature, obično porcelana ili gline. Poklopci su obično široki, kako gasovi ne bi mogli da izađu. Kupele i njihovi poklopci mogu doći u  različitim veličinama i oblicima, mali su od 10-15 ml, pa nadanje. Kupele se obično koriste za hemijske analize. Obično postoji veliki znak kada ce prodljaju pojedinačno u hobi prodavnicama.

### Hemijska analiza
U oblasti hemijske analize, kupele se koriste u kvantitativnoj gravimetrijskoj hemijskoj analizi (analiza merenjem mase analita ili njegovog derivata).

## Literatura
- Craddock P. (1995), Early Metal Mining and Production, Edinburgh University Press Ltd, Edinburgh
- Hauptmann A., T. Rehren & Schmitt-Strecker S., 2003, Early Bronze Age copper metallurgy at Shahr-i Sokhta (Iran), reconsidered, T. Stollner, G. Korlin, G. Steffens & J. Cierny, Eds., Man and mining, studies in honour of Gerd Weisgerber on occasion of his 65th birthday, Deutsches Bergbau Museum, Bochum
- Martinon-Torres M. & Rehren Th., 2009, Martinón-Torres, M.; Rehren, Th. (2009). „Post Medieval crucible Production and Distribution: A Study of Materials and Materialities”. Archaeometry. 51 (1): 49—74. Bibcode:2009Archa..51...49M. doi:10.1111/j.1475-4754.2007.00380.x.
- O. Faolain S. (2004), Bronze Artefact Production in Late Bronze Age Ireland: A Survey, British Archaeological Report, British Series 382, Archaeopress, Oxford
- Rehren, Th. and Papakhristu, O. (2000). Cutting Edge Technology – The Ferghana Process of Medieval crucible steel Smelting. стр. 55—69., Metalla, Bochum, 7(2)
- Rehren T. & Thornton C. P, 2009, A truly refractory crucible from fourth millennium Tepe Hissar, Northeast Iran, Journal of Archaeological Science, Vol. 36, pp2700–2712
- Rehren Th. (1999). „Small Size, Large Scale Roman brass Production in Germania Inferior”. Journal of Archaeological Science. 26 (8): 1083—1087. Bibcode:1999JArSc..26.1083R. doi:10.1006/jasc.1999.0402., Journal of Archaeological Science, Vol. 26,
- Rehren Th., 2003, Crucibles as Reaction Vessels in Ancient Metallurgy, Ed in P. Craddock & J. Lang, Mining and Metal Production Through the Ages, British Museum Press, London pp207–215
- Roberts B. W., Thornton C. P. & Pigott V. C., 2009, Development of Metallurgy in Eurasia, Antiquity Vol. 83 pp. 1012–1022
- Scheel B. (1989), Egyptian Metalworking and Tools, Shire Egyptology, Bucks
- Vavelidis M. & Andreou S., 2003, Gold and Gold working in Later Bronze Age Northern Greece, Naturwissenschaften, Vol. 95, pp. 361–366
- Zwicker U., Greiner H., Hofmann K. & Reithinger M., 1985, Smelting, Refining and Alloying of copper and copper Alloys in Crucible Furnaces During Prehistoric up to Roman Times, P. Craddock & M. Hughes, Furnaces and smelting Technology in Antiquity, British Museum, London}-